# Долгая (Кировская область)
Долгая — упразднённая деревня в Шабалинском районе Кировской области России. Входила в состав Ключевского сельсовета. Ныне (2025) на территории Новотроицкого сельского поселения.

## География
Расположена местность, где находилась деревня, в западной части региона, в пределах Волжско-Ветлужской равнины, в подзоне южной тайги
. Справочник «Вятская губерния. Список населенных мест по сведениям 1859—1873 годов» (СПб, 1876) описывал починок казённый Ключевской и Долговской (Ключи) при колодцах следующим образом: «верховьях р. Ветлуги и её притоков, погранично с Костромской губернией».

### Географическое положение
Расстояния по прямой (в км) и направление (стрелкой) до объекта:
- д. Ключи (↖ 1 км)
- д. Савенки (↙ 1.3 км)
- д.Шабалки (↗ 2.3 км)
- д. Красная Поляна (↓ 2.8 км)
- д. Ежи (← 2.8 км)
- д. Харитенки (↗ 2.9 км)

### Климат
Климат характеризуется как континентальный, с продолжительной холодной снежной зимой и умеренно тёплым коротким летом. Среднегодовая температура — 1,6 °C. Средняя температура воздуха самого холодного месяца (января) составляет −13,8 °C; самого тёплого месяца (июля) — 17,5 °C. Безморозный период длится 89 дней. Годовое количество атмосферных осадков — 721 мм, из которых 454 мм выпадает в тёплый период.

## История
Упоминается в 1802 году в Списке населённых мест Вятской губернии 1802 г. как починок Ключевской Котельнитского округа Круглыжской волости.
До упразднения уездно-губернского деления входило в состав Ключевской волости Котельничского уезда, в последующем входила в состав 1-ого Ключевского сельсовета, затем Ключевского сельсовета Шабалинского района (в 1945—1955 — Новотроицкого).

## Население
До революции жители относились к приходу Троицкой церкви с. Троицкое (Ново-Троицкое).
Всесоюзная перепись населения 1926 года — 193 человека, 90	мужчин и 103	женщины.
Всесоюзная перепись населения 1939 года показала 154 жителя, из них 71 мужчину,	83	женщины.
Всесоюзная перепись населения 1959 года зафиксировала постоянное население в 58 человек, из них 23 мужчины, 35 женщин; преобладающая национальность — русские.

## Известные уроженцы, жители
- Колчанов, Аркадий Михайлович (1925—2008) — график, народный художник РСФСР.

## Инфраструктура
Было личное подсобное хозяйство с зоной сельскохозяйственного использования, индивидуальная застройка усадебного типа.

## Транспорт
Просёлочные дороги.